# 多莫洛奇
50°53′25″N 28°40′33″E / 50.89028°N 28.67583°E
多莫洛奇（烏克蘭語：Домолоч），是烏克蘭的村落，位於該國北部日托米爾州，由科羅斯堅區負責管轄，始建於1865年，面積0.84平方公里，海拔高度188米，2001年人口138，人口密度每平方公里165.27人。